# Andy Maciá
Andy Maciá Huguet (Barcelona, España; 23 de enero de 1933- Río Cuarto, Córdoba, Argentina; 22 de septiembre de 2008) fue un cantante español nacionalizado argentino, popular en los años 1960.

## Carrera
Nacido en Barcelona,  vivió desde los 13 años junto con sus padres en Río Cuarto, provincia de Córdoba. Era empleado de banco cuando le ofrecieron reforzar la orquesta de jazz Los Cuervos. Luego grabó en Disc Jockey con la orquesta de Don Nobody. Estudió canto con el padre de Lito Nebbia.
Fue una  estrella musical de los años ‘60. En tiempos de la llamada "Nueva ola", Maciá compartió escenarios con artistas como Billy Cafaro y, aunque no perteneció a los sellos discográficos más fuertes, llegó a grabar 23 temas, la mayoría en discos de pasta. 
Uno de sus temas populares, El rock del recluta, que luego fue popularizado por Palito Ortega como Twist del Recluta.
Luego de la muerte de su primer hijo decidió alejarse de los escenarios y de su show televisivo en Río Cuarto. Pero quedó ligado a los medios al pasar a desempeñarse como publicista.
En  el 2001 volvió al Teatro Municipal y ofreció, junto a Roberto Codó, un espectáculo para el recuerdo. 
Falleció el 22 de septiembre de 2008 a los 75 años de edad, tras una larga enfermedad.

## Temas interpretados
- Nace el día
- La motoneta
- El rock del recluta
- Luna, Cielo y Corazón
- Tú Éres Mi Luna
- Rock del Vaquero
- Lluvia de Primavera
- Aunque mal paguen ellas
- Muchachos
- Adiós mundo cruel
- Indiferencia